# Prachovna (Morašice)
Rybník Prachovna o rozloze vodní plochy 1,3 ha se nalézá u samoty (bývalého mlýna) Prachovna asi 600 m severovýchodně od centra obce Morašice v okrese Chrudim pod silnicí III. třídy č. 3403 vedoucí z obce Lány do Morašic. Rybník je využíván pro chov ryb místní organizací Českého rybářského svazu Chrudim II. Pod hrází rybníka se nalézá budova bývalého mlýna Prachovna.

## Galerie

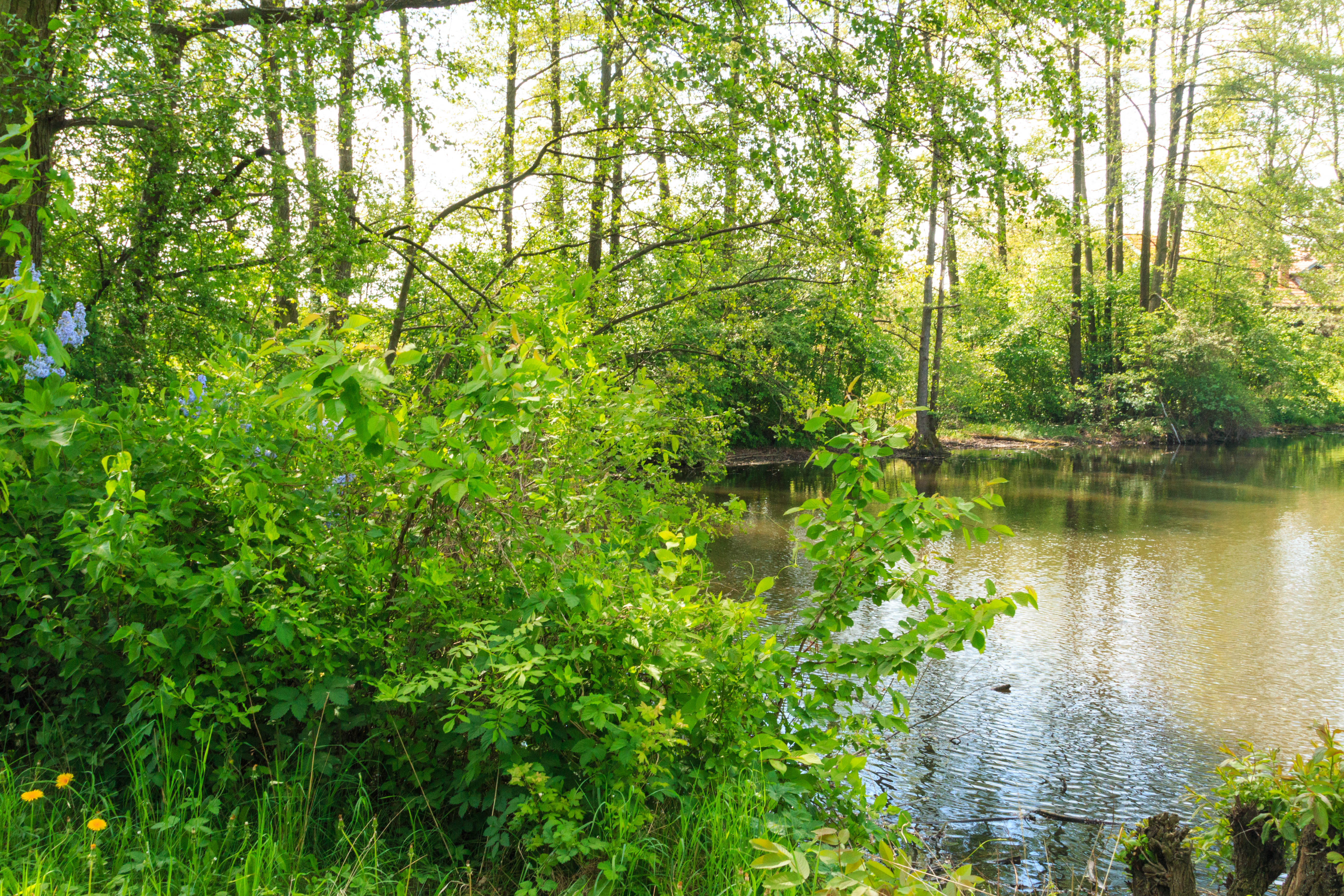
pohled na rybník Prachovna u Morašic
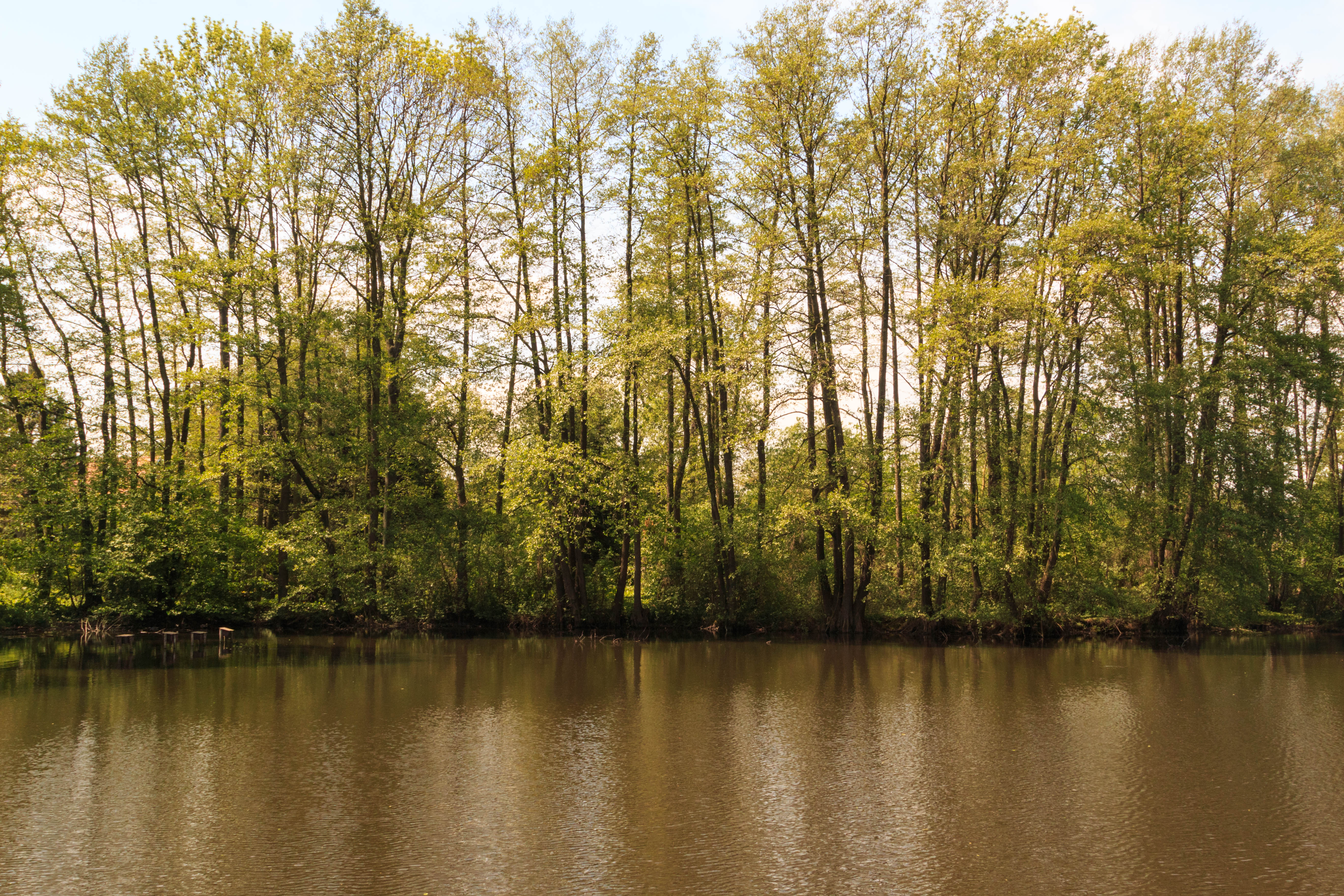
pohled na rybník Prachovna u Morašic
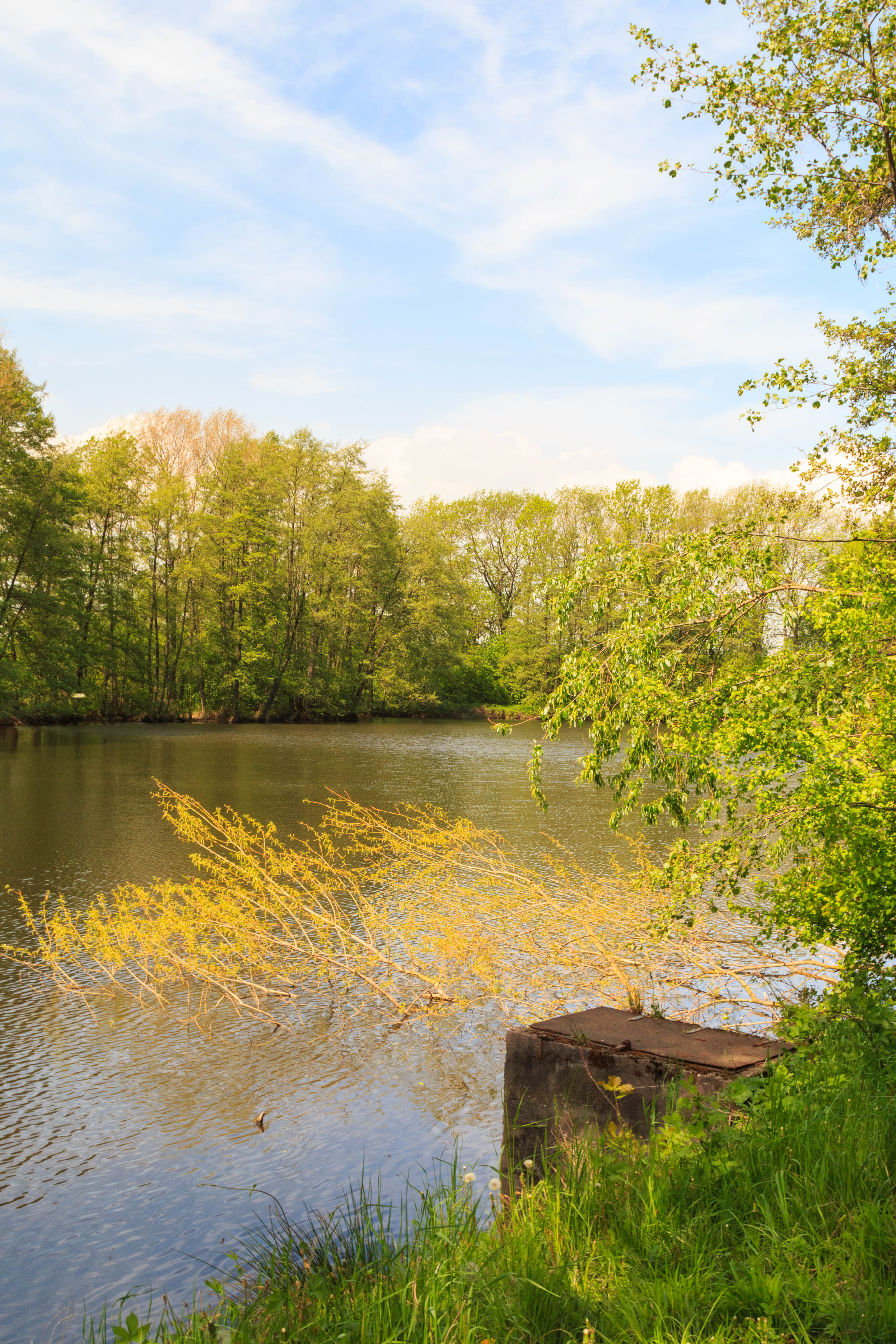
pohled na rybník Prachovna u Morašic